# Michael Rich
Michael Rich (n. 23 septembrie 1969, Freiburg im Breisgau, Germania) este un ciclist german, medaliat olimpic. A participat la 3 ediții ale Jocurilor Olimpice (1992, 1996, 2004) în care a câștigat o medalie de aur.